# Åbyälven
Åbyälven er en elv i landskaperne Lappland, Norrbotten og Västerbotten i det nordlige Sverige, med en længde på ca. 165 km.
Åbyälven begynder ifølge de lokale ved udløbet af søen Östra Kikkejaure, mens parallelvandløbet Byskeälven kommer fra Västra Kikkejaure. 
Vattendraget kan dog kaldes Åbyälven allerede fra Auktsjaure 30 km nordvest for Östra Kikkejaure; Kildevandløbet vest for Auktsjaure kaldes på svensk Granträskån efter kildesøen Granträsket. 
Åbyälven når havet ca 15 km nord for Byske (45 km nord for Skellefteå), og den har et afvandingsområde på 1300 km².
Midelvandføringen er ca. 15 m³/s hvilket gør den omkring en tredjedel så stor som Byskeälven, men ved høj vandføring kan den nå op på 100 m³/s. 
Bifloder: 
- Klubbälven
- Tvärån (Lillälven)

65°1′14″N 21°22′43″Ø / 65.02056°N 21.37861°Ø